# Victórico R. Grajales, La Trinitaria
Victórico R. Grajales är en ort i Mexiko.   Den ligger i kommunen La Trinitaria och delstaten Chiapas, i den sydöstra delen av landet, 900 km öster om huvudstaden Mexico City. Victórico R. Grajales ligger 1 532 meter över havet och antalet invånare är 151.
Terrängen runt Victórico R. Grajales är kuperad söderut, men norrut är den platt. Terrängen runt Victóorico R. Grajales sluttar söderut. Runt Victórico R. Grajales är det ganska glesbefolkat, med 43 invånare per kvadratkilometer. Närmaste större samhälle är Vicente Guerrero, 12,9 km söder om Victórico R. Grajales. I omgivningarna runt Victórico R. Grajales växer huvudsakligen savannskog.